# Villa Obizza
La Villa Obizza era una residenza di campagna, ora crollata, che in passato apparteneva alla famiglia Obizzi. Si trovava nella frazione di Bottaiano, nel comune di Ricengo, in provincia di Cremona.
Essa fu voluta da Giò Matteo Obizzi, nobile consigliere della città di Crema, verso la fine del XVII secolo in stile palladiano. La Villa Obizza completata nel 1702 prese il nome dal primo proprietario.
Dopo il crollo pàrziale del tetto avvenuto nell'inverno del 1986 a causa del maltempo, sono state aperte molte campagne per restaurare l'edificio. Tuttavia il 12 dicembre 2019 ha ceduto la facciata principale dell’edificio rendendo impossibile un intervento per recuperare l’antico splendore della villa.

## Storia
La famiglia Obizzi, che possedeva terreni a Bottaiano dal 1554, volle una residenza di campagna verso la fine del XVII secolo.  La costruzione fu commissionata dal consigliere Giò Matteo Obizzi e completata nel 1702. Nella prima metà del XIX secolo la villa fu resa ai Monticelli. Con la morte di Vincenzo Monticelli, che nel 1816 sposò Maria Obizzi, si estinse la dinastia degli Obizzi. Nei decenni successivi Villa Obizza passò a diverse famiglie, l'ultima delle quali, gli Invernizzi, la abbandonarono per trasferirsi nella più modesta villa a Ripalta Guerina, dove portarono l'arredamento e gli arazzi.
In Villa Obizza ha continuato a svilupparsi una fiorente attività agricola e l'edificio divenne un deposito per le derrate agricole nel 1912.
Negli anni Cinquanta, con il boom industriale, le campagne si spopolarono e la villa venne abbandonata dal suo ultimo custode nel 1971. Ciò nonostante, l'attività agricola continuò a essere presente. Dopo la vendita dell'azienda e della villa agli Invernizzi, che la trascurarono, il tetto crollò in parte nel 1986 a causa del maltempo, con danni al timpano e al salone principale, e l'intera facciata collassò nel 2019.
La villa crollò definitivamente a gennaio 2020 e della stessa non restano altro che le macerie